# I Stand
Az I Stand (magyarul: Állok) a cseh Gabriela Gunčíková dala, mellyel Csehországot képviselte a 2016-os Eurovíziós Dalfesztiválon, Stockholmban. A dal belső kiválasztás során nyerte el az eurovíziós indulás jogát és 2016. március 11-én mutatták be nyilvánosan.

## Eurovíziós Dalfesztivál
A dalt az Eurovíziós Dalfesztiválon először a május 10-i első elődöntőben adta elő, fellépési sorrendben tizedikként az Oroszországot képviselő Sergey Lazarev You Are the Only One című dala után, és a Ciprust képviselő Minus One Alter Ego című dala előtt. Az elődöntőből a kilencedik helyen jutott tovább a május 14-i döntőbe, ahol fellépési sorrendben másodikként lépett fel a Belgiumot képviselő Laura Tesoro What’s the Pressure című dala után, és a Hollandiát képviselő Douwe Bob Slow Down című dala előtt. A pontozás során a zsűri szavazáson összesítésben a huszonegyedik helyen végzett 41 ponttal, míg a nézői szavazáson a huszonhatodik, utolsó helyen végzett 0 ponttal, így összesítésben 41 ponttal a verseny huszonötödik, utolsó előtti helyezettje lett. Ez volt az első alkalom Csehország eurovíziós történelmében, hogy az országot képviselő dal továbjutott a dalfesztivál döntőjébe.
A következő cseh induló Martina Bárta My Turn című dala volt a 2017-es Eurovíziós Dalfesztiválon.